# Sibusiso Vilakazi
Sibusiso Vilakazi (Soweto, 29 de dezembro de 1989) é um futebolista profissional sul-africano que atua como meia.

## Carreira
Sibusiso Vilakazi representou o elenco da Seleção Sul-Africana de Futebol no Campeonato Africano das Nações de 2015.